# متسشن (شوشی)
متسشن (به ارمنی: Մեծշեն) یک منطقهٔ مسکونی در جمهوری آرتساخ است که در استان شوشی واقع شده‌است. متسشن ۱۱۶ نفر جمعیت دارد.